# 1483 w literaturze
Wydarzenia literackie w 1483 roku.

## Nowe książki
- Luigi Pulci – Morgante

## Urodzili się
- Marcin Luter, niemiecki reformator religijny